# Parafia Matki Boskiej Ostrobramskiej w Bydgoszczy
Parafia Matki Boskiej Ostrobramskiej w Bydgoszczy – rzymskokatolicka parafia erygowana w 1980 roku  na osiedlu Bartodzieje w Bydgoszczy.

## Historia
Pierwsza kaplica powstała w listopadzie 1977 roku. W grudniu 1980 roku parafia została erygowana przez prymasa Stefana Wyszyńskiego. Pierwszym proboszczem i budowniczym był ks. Bogdan Tarka. Od lipca 1987 do czerwca 2010 r. proboszczem był ks. Zdzisław Gieszczyński. W 2010 r. funkcję tę objął ks. Rafał Grabowski.
W głównym ołtarzu kościoła znajdowała się wierna kopia obrazu ostrobramskiego z Wilna (obecnie przeniesiona do bydgoskiego Seminarium Duchownego).
Charakterystyczną cechą kościoła jest to, iż jest on całkowicie wkomponowany w zabudowę znajdujących się wokół niego domów jednorodzinnych. Parafia liczy około 4500 mieszkańców.
W 2014 roku rozpoczęto przebudowę wnętrza kościoła, które zostało wykończone w nowoczesny sposób. Wybudowano jeden boczny ołtarz i nowe tabernakulum. W 2018 roku przebudowano wejście główne do kościoła oraz wybudowano wieżę, w której w przyszłości ma pojawić się dzwon.

## Proboszczowie
1. ks. Bogdan Tarka (01.12.1980 – 01.07.1987)
2. ks. Zdzisław Gieszczyński (01.07.1987 – 25.06.2010)
3. ks. Rafał Grabowski (25.06.2010 – nadal)

## Galeria

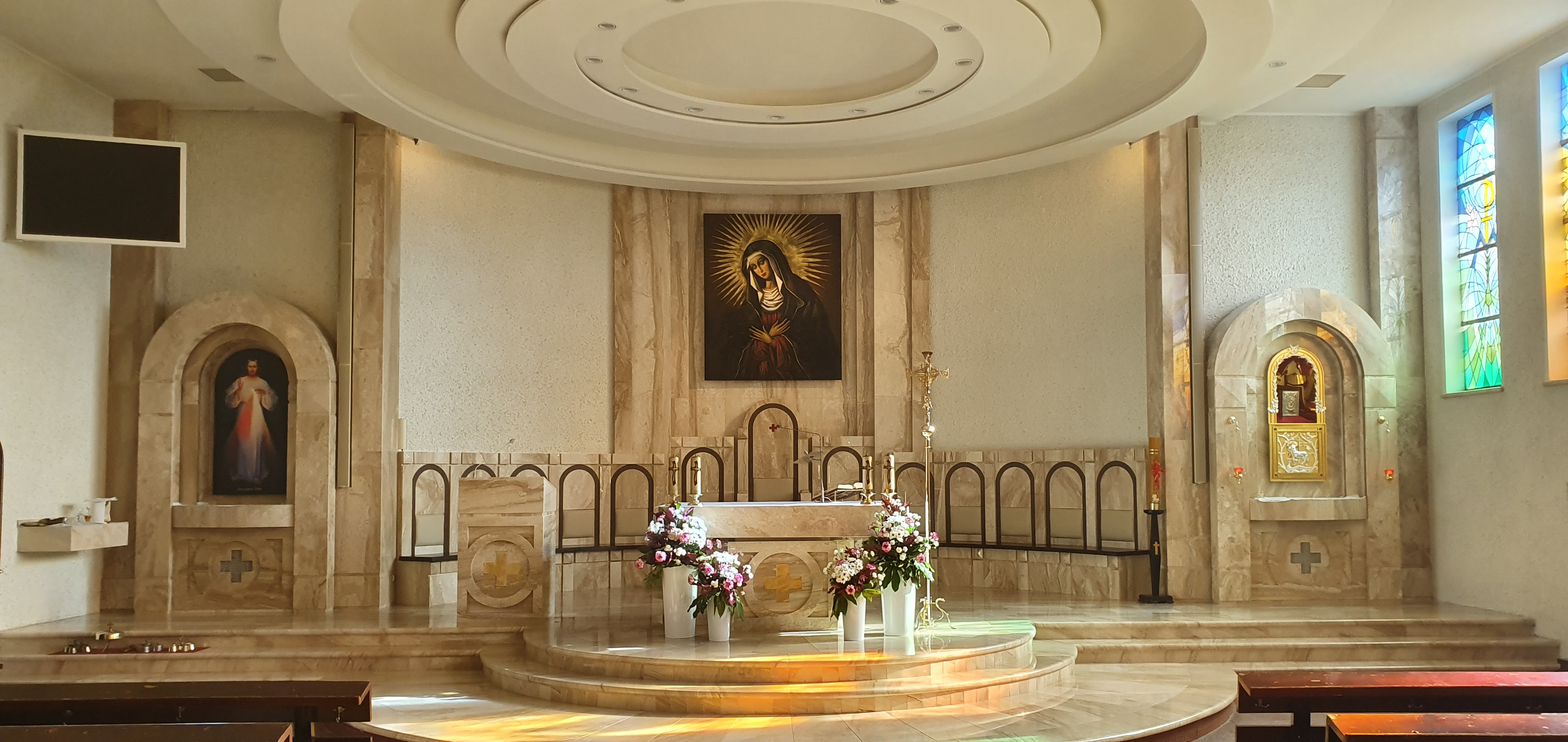
Wnętrze kościoła (październik 2019)
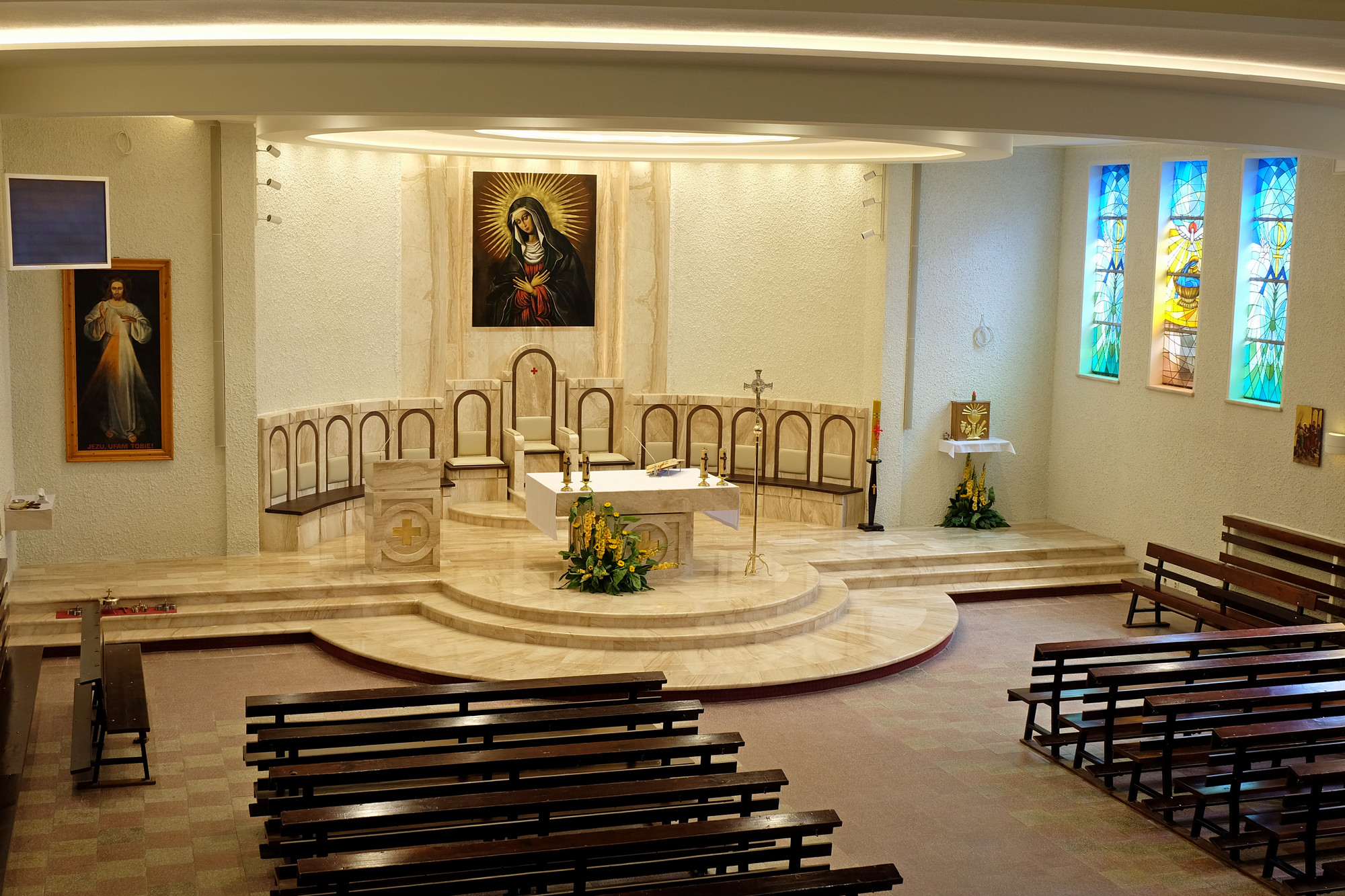
Wnętrze kościoła po remoncie (lipiec 2016)
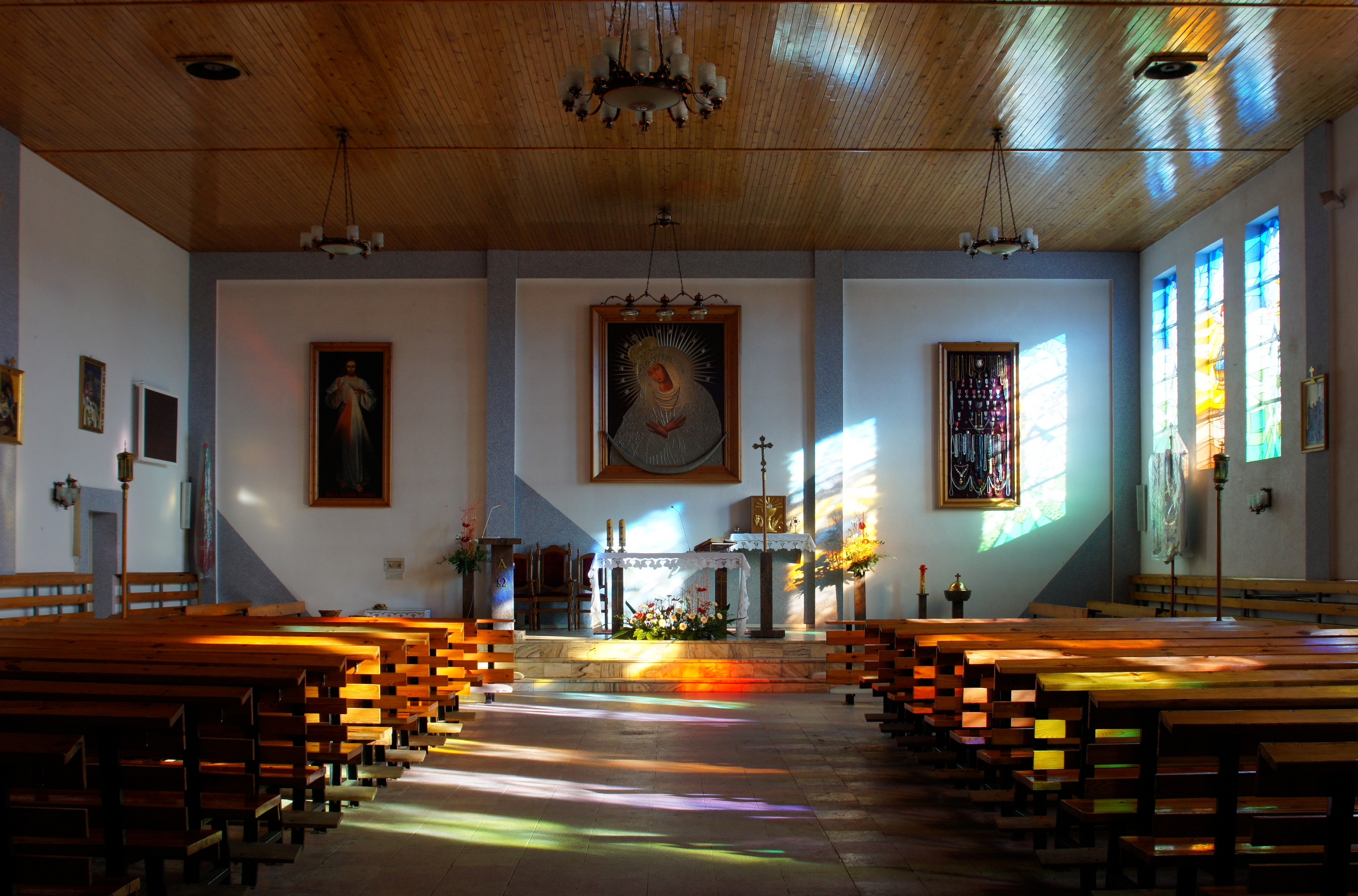
Wnętrze kościoła przed remontem (luty 2011)
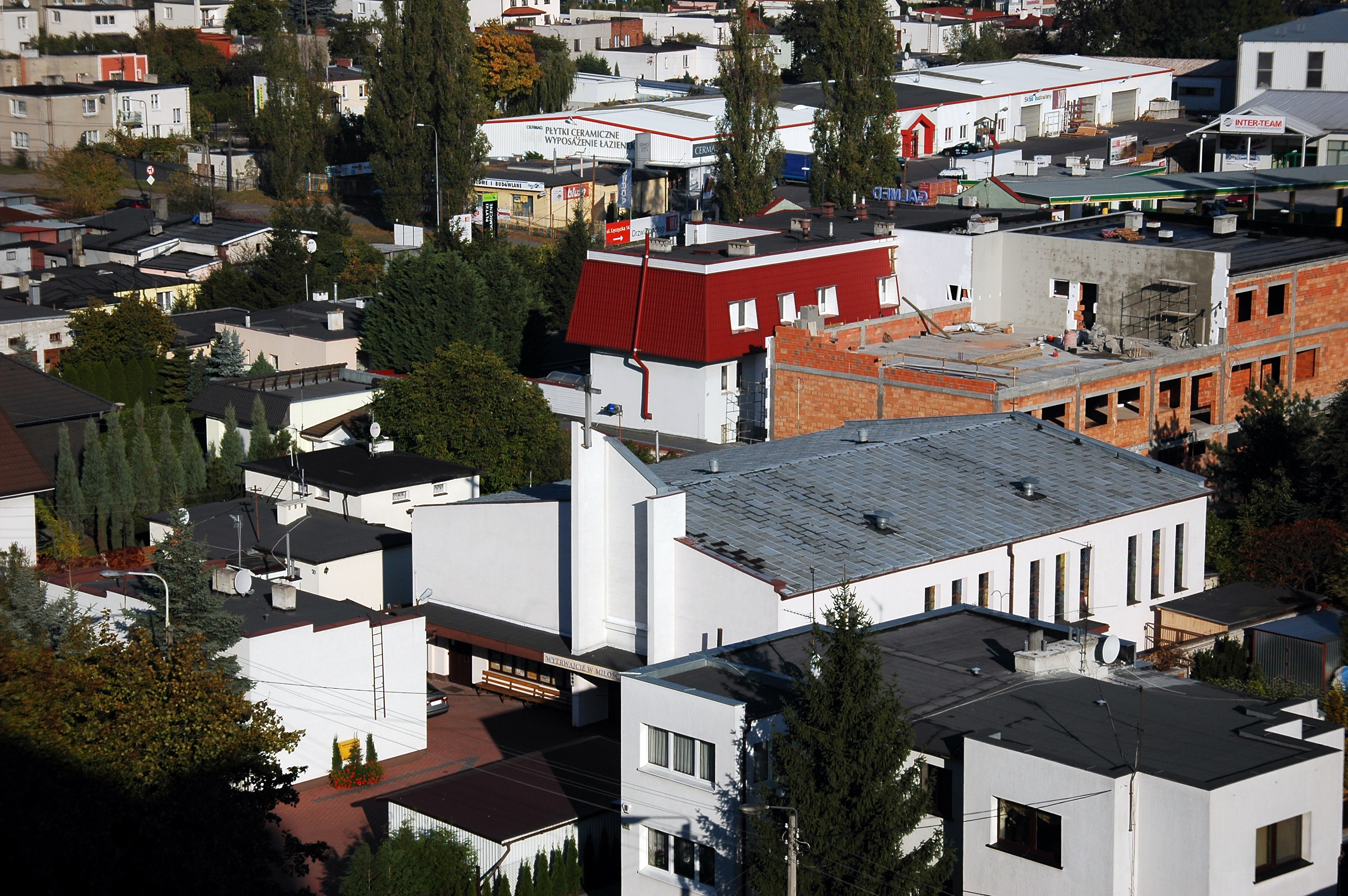
Widok kościoła z góry (2010 rok)